# Амари, Акира
Акира Амари (яп. 甘利 明 Амари Акира, род. 27 августа 1949) — японский государственный и политический деятель, член Либерально-демократической партии, министр экономического восстановления во втором кабинете Синдзо Абэ с 26 декабря 2012 по 26 января 2016 года.

## Биография
Родился в городе Ацуги, в 1972 году окончил юридический факультет университета Кэйо. В 1974 году работал в отделении ЛДП в префектуре Канагава, в 1983 году примкнул к партии Новый либеральный клуб и на парламентских выборах 1983 года избран в нижнюю палату по списку НЛК. Впоследствии вернулся в ЛДП. В 1999 году был министром труда Японии, в 2006—2008 — министром экономики, торговли и промышленности, а также был государственным министром во главе административной реформе в кабинете Таро Асо.
26 декабря 2012 года был назначен на вновь созданную должность министра по восстановлению экономики во втором кабинете Синдзо Абэ. В круг обязанностей Амари будут входить налоги и социальное обеспечение реформ. Был обвинён во взяточничестве, в связи с этим в январе 2016 года ушёл в отставку.
Акира Амари является членом Японо-корейского парламентского союза и Японо-китайского парламентского союза.
Последователь религиозного течения Тэнрикё, считающегося одной из 13 ветвей синтоизма.

## Награды
- Орден «Дружба» (24 июня 2023 года, Азербайджан) — за особые заслуги в развитии связей дружбы и сотрудничества между Азербайджанской Республикой и Японией[5].